# Дегтярёв, Леонид Сергеевич
Леонид Сергеевич Дегтярев (1894, город Батуми — расстрелян 14 февраля 1940, город Москва) — советский деятель, железнодорожник, военный политработник, начальник Политуправления Украинского военного округа. Член ЦК КП(б)У в ноябре 1927 — июне 1930 г. и в январе 1934 — январе 1937 г. Член Организационного бюро ЦК КП(б)У в ноябре 1927 — июне 1928 г.

## Биография
Родился в семье служащего — багажного кассира. После смерти отца с 1908 года работал репетитором. Окончил Верхнеудинское реальное училище, учился на агронома в Александрийском сельскохозяйственном училище Херсонской губернии. За участие в студенческом движении в 1914 году с последнего курса был направлен рядовым солдатом на фронт.
Окончил Киевское артиллерийское училище. Служил прапорщиком в российской императорской армии на Румынском фронте, участник Первой мировой войны.
Член Партии левых социалистов-революционеров. В декабре 1917 — марте 1918 года — комиссар штаба Румынского фронта.
Член РКП(б) с 1918 года.
С 1918 года — в Красной армии в городе Перми. В 1918-1919 годах — начальник Политического отдела 58-й стрелковой дивизии, начальник Политического управления 12-й армии РККА.
С 1919 года — член Зафронтового бюро ЦК КП(б) Украины, начальник Политического управления Вооруженных сил Украины и Крыма. В июле 1921 — апреле 1922 года — член Революционного военного совета (РВС) — начальник Политического управления Харьковского военного округа.
Затем — заведующий кафедрой политической работы Военно-политического института, заместитель начальника Управления высших учебных заведений РККА. В феврале — июне 1927 года — начальник Управления высших учебных заведений РККА.
В июне 1927 — апреле 1928 года — член Революционного военного совета (РВС) — начальник Политического управления Украинского военного округа.
С 1928 года — заместитель редактора газеты «Красная Звезда», начальник отдела печати Главного политического управления РККА, начальник Государственного военного издательства, редактор журнала Литературного объединения Красной армии и флота «Локаф». 
С начала 1930-х годов — начальник Политического отдела Екатерининской железной дороги в городе Днепропетровске; начальник Политического отдела железной дороги имени Кагановича.
26 января—10 февраля 1934 года делегат XVII съезда ВКП(б) с решающим голосом.
До декабря 1937 года — заместитель начальника Научно-исследовательского института железнодорожного транспорта в городе Москве.
12 декабря 1937 года арестован органами НКВД. Расстрелян 14 февраля 1940 года, похоронен на Донском кладбище Москвы. Посмертно реабилитирован 13 июня 1956 года.

## Звание
- прапорщик Русской Императорской Армии
- комбриг РККА

## Награды
- орден Ленина (4.04.1936)
- орден Красного Знамени (1920)